# 新闻联播网
新闻联播网（日语： / ）是的是日本各商业电视台因搜集和交换新闻素材而组建起来的电视联播关系。

## 历史

### 萌芽期
1958年6月，由当时位于东京的東京電台（现TBS电视台）、位于大阪的大阪电视放送（现朝日放送电视台）、位于名古屋的中部日本放送（现CBC电视台）、位于福冈的九州電台（现RKB每日放送）、位于北海道的北海道放送等5家电视台之间签订了电视新闻联播协议。由東京電台制作的《东京电视新闻》（東京テレニュース）在替换了节目名和部分内容之后在各缔约电视台播出，同时各缔约电视台所采访的新闻也会通过东京广播进行播送。
另一方面，在同年的7月，以共同通讯社为中心，富士电视台、日本教育电视台（现朝日电视台）等机构共同出资成立了共同电视新闻社（现共同电视）。按照最初的协议，该联播系统将由共同电视新闻社制作新闻节目，而协议缔约各电视台则从该社购买新闻节目。但在正式实施的时候，日本教育电视台却破产了。实际上作为富士新闻网的联播新闻节目《共同电视新闻》直到当年11月才开始播出。
在共同电视新闻社开除了日本教育电视台之后，日本教育电视台的母公司东映与朝日新闻社联合成立了朝日电视新闻社（现朝日电视映像），而由该公司制作的《NET新闻 朝日新闻制作》（NETニュース 朝日新聞制作）将通过相关电视台购入并播出。1959年，日本教育电视台和九州朝日放送开始播出这档新闻节目。

## 主要联播网
| 新闻联播网       | 位于东京的核心局 | 位于大阪的准核心局 | 位于名古屋的基干局 |
| ---------------- | ---------------- | ------------------ | ------------------ |
| 日本新闻网（NNN）   | 日本电视台       | 读卖电视台         | 中京电视台         |
| 全日本新闻网（ANN） | 朝日电视台       | 朝日放送电视台     | 名古屋电视台       |
| 日本新闻网（JNN）   | TBS电视台        | MBS电视台          | CBC电视台          |
| TXN新闻网（TXN）    | 东京电视台       | 大阪电视台         | 爱知电视台         |
| 富士新闻网（FNN）   | 富士电视台       | 关西电视台         | 东海电视台         |

需要注意的是，日本放送協會（NHK）自1926年以来一直是單一營運者對日本全國廣播，因此不歸類於新闻联播网的範疇。

### 脚注
1. ↑  与日本其他新闻联播网不同，东京电视网的“TXN新闻联播协议”是作为其联播网内节目联播协议的一部分而存在。